# Phare de la Banya
Le phare de la Banya est un nouveau phare situé sur la péninsule de la Banya au sud de l'embouchure de l'Èbre, dans la province de Tarragone (Catalogne) en Espagne. Il est dans le Parc naturel du delta de l'Èbre.
Il est géré par l'autorité portuaire de Tarragone .

## Histoire
Ce nouveau phare a été construit entre 1975 et 1978. C'est une tour cylindrique en béton armé de 26 m de haut et de 3 m de diamètre, avec double galerie et lanterne, montée sur un local technique circulaire d'un étage. La tour est peinte en blanc avec trois bandes horizontales noires. Il est alimenté par des panneaux photovoltaïques et émet deux éclats blancs ou rouges selon secteur toutes les 5 secondes visible jusqu'à 12 milles nautiques. Il a été automatisé en 1985
Identifiant : ARLHS : SPA209 ; ES-27470 - Amirauté : E0370 - NGA : 5568 .

### Le premier phare
|                                          |
| Ancien phare de punta de la Banya (1865) |

Il a été conçu en 1860 par Lucio del Valle et mis en service en 1864. L'édifice avait une hauteur de 18 m. C'était une tour en fer, avec galerie et lanterne, centrée dans une maison de gardiennage carrée recouverte de bois, sur une structure métallique à quatre jambes. Il était peint en jaune avec un dôme en cuivre. Le personnel résidant a quitté le phare en 1943.
Le phare original a survécu et il a été transféré pour une deuxième carrière dans le port de Tarragone, à l'initiative de son ancien directeur, Joaquin Juan Dalac, seul survivant des phares en fer célèbres dans le Delta de l'Ébre. En 2003, le phare a été restauré et est devenu une extension du Musée du Port de Tarragone . Dans l'ancienne maison du gardien de phare, un espace hexagonal de 52 m2, une exposition permanente présente divers objets liés au monde des signaux maritimes.

### Lien connexe
- Liste des phares d'Espagne